# Pływanie na Letnich Igrzyskach Olimpijskich 2024 – 200 m stylem motylkowym mężczyzn
200 m stylem motylkowym mężczyzn – konkurencja pływacka, która odbyła się podczas Letnich Igrzysk Olimpijskich 2024 w Paryżu. Eliminacje i półfinały zostały rozegrane 30 lipca, a finał 31 lipca 2024.

## Terminarz
| Data          | Godzina rozpoczęcia | Runda      |
| ------------- | ------------------- | ---------- |
| 30 lipca 2024 | 11:00               | Eliminacje |
| 30 lipca 2024 | 20:44               | Półfinały  |
| 31 lipca 2024 | 20:37               | Finał      |

## Rekordy
Rekord świata i rekord olimpijski przed rozpoczęciem zawodów:
| Rekord            | Zawodnik      | Czas    | Miejsce   | Data            |
| ----------------- | ------------- | ------- | --------- | --------------- |
| Rekord świata     | Kristóf Milák | 1:50,34 | Budapeszt | 21 czerwca 2022 |
| Rekord olimpijski | Kristóf Milák | 1:51,25 | Tokio     | 28 lipca 2021   |

W trakcie zawodów ustanowiono następujące rekordy:
| Data     | Etap konkurencji | Zawodnik      | Czas    | Rekord |
| -------- | ---------------- | ------------- | ------- | ------ |
| 31 lipca | finał            | Léon Marchand | 1:51,21 | OR     |

## Wyniki

### Eliminacje
| Miejsce | Wyścig | Tor | Zawodnik              | Reprezentacja                      | Czas      | Uwagi |
| ------- | ------ | --- | --------------------- | ---------------------------------- | --------- | ----- |
| 1.      | 3      | 4   | Kristóf Milák         | Węgry                              | 1:53,92   | Q     |
| 2.      | 2      | 5   | Ilya Kharun           | Kanada                             | 1:54,06   | Q     |
| 3.      | 3      | 6   | Noè Ponti             | Szwajcaria                         | 1:54,77   | Q     |
| 4.      | 4      | 2   | Alberto Razzetti      | Włochy                             | 1:54,78   | Q     |
| 5.      | 3      | 2   | Martin Espernberger   | Austria                            | 1:55,19   | Q     |
| 6.      | 4      | 4   | Léon Marchand         | Francja                            | 1:55,26   | Q     |
| 7.      | 2      | 2   | Michał Chmielewski    | Polska                             | 1:55,28   | Q     |
| 8.      | 2      | 3   | Wang Kuan-hung        | Chińskie Tajpej                    | 1:55,32   | Q     |
| 9.      | 4      | 5   | Krzysztof Chmielewski | Polska                             | 1:55,42   | Q     |
| 10.     | 2      | 1   | Kregor Zirk           | Estonia                            | 1:55,52   | Q     |
| 11.     | 3      | 5   | Thomas Heilman        | Stany Zjednoczone                  | 1:55,74   | Q     |
| 12.     | 3      | 3   | Giacomo Carini        | Włochy                             | 1:55,81   | Q     |
| 13.     | 4      | 3   | Genki Terakado        | Japonia                            | 1:55,82   | Q     |
| 14.     | 3      | 7   | Arbidel González      | Hiszpania                          | 1:55,86   | Q     |
| 15.     | 4      | 7   | Kim Min-seop          | Korea Południowa                   | 1:56,02   | Q     |
| 16.     | 4      | 6   | Richárd Márton        | Węgry                              | 1:56,03   | Q     |
| 17.     | 2      | 6   | Luca Urlando          | Stany Zjednoczone                  | 1:56,18   |       |
| 18.     | 4      | 8   | Nicolas Albiero       | Brazylia                           | 1:56,49   |       |
| 19.     | 1      | 4   | Petar Petrov Mitsin   | Bułgaria                           | 1:57,03   |       |
| 20.     | 2      | 7   | Matthew Sates         | Południowa Afryka                  | 1:57,04   |       |
| 21.     | 2      | 8   | Lewis Clareburt       | Nowa Zelandia                      | 1:57,12   |       |
| 22.     | 2      | 4   | Tomoru Honda          | Japonia                            | 1:57,30   |       |
| 23.     | 3      | 1   | Matthew Temple        | Australia                          | 1:57,39   |       |
| 24.     | 3      | 8   | Denys Kesil           | Ukraina                            | 1:57,72   |       |
| 25.     | 1      | 5   | Ramil Valizada        | Azerbejdżan                        | 1:59,77   |       |
| 26.     | 1      | 3   | Matin Balsini         | Olimpijska reprezentacja uchodźców | 2:00,77   |       |
| 27.     | 1      | 6   | Gerald Hernández      | Nikaragua                          | 2:06,80   |       |
| 28. !   | 4      | 1   | Niu Guangsheng        | Chiny                              | 9:99,99 ! | DNS   |

### Półfinały
| Miejsce | Wyścig | Tor | Zawodnik              | Reprezentacja     | Czas    | Uwagi |
| ------- | ------ | --- | --------------------- | ----------------- | ------- | ----- |
| 1.      | 2      | 4   | Kristóf Milák         | Węgry             | 1:52,72 | Q     |
| 2.      | 1      | 3   | Léon Marchand         | Francja           | 1:53,50 | Q     |
| 3.      | 1      | 4   | Ilya Kharun           | Kanada            | 1:54,01 | Q     |
| 4.      | 2      | 5   | Noè Ponti             | Szwajcaria        | 1:54,14 | Q     |
| 5.      | 1      | 2   | Kregor Zirk           | Estonia           | 1:54,22 | Q     |
| 6.      | 2      | 2   | Krzysztof Chmielewski | Polska            | 1:54,28 | Q     |
| 7.      | 1      | 5   | Alberto Razzetti      | Włochy            | 1:54,51 | Q     |
| 8.      | 2      | 3   | Martin Espernberger   | Austria           | 1:54,62 | Q     |
| 9.      | 2      | 6   | Michał Chmielewski    | Polska            | 1:54,64 |       |
| 10.     | 2      | 7   | Thomas Heilman        | Stany Zjednoczone | 1:54,87 |       |
| 11.     | 1      | 6   | Wang Kuan-hung        | Chińskie Tajpej   | 1:55,07 |       |
| 12.     | 1      | 7   | Giacomo Carini        | Włochy            | 1:55,20 |       |
| 13.     | 2      | 8   | Kim Min-seop          | Korea Południowa  | 1:55,22 |       |
| 14.     | 1      | 8   | Richard Marton        | Węgry             | 1:55,93 |       |
| 15.     | 2      | 1   | Genki Terakado        | Japonia           | 1:56,21 |       |
| 16.     | 1      | 1   | Arbidel González      | Hiszpania         | 1:56,26 |       |

### Finał
| Miejsce | Tor | Zawodnik              | Reprezentacja | Czas    | Uwagi |
| ------- | --- | --------------------- | ------------- | ------- | ----- |
| 1 !     | 5   | Léon Marchand         | Francja       | 1:51,21 | ,     |
| 2 !     | 4   | Kristóf Milák         | Węgry         | 1:51,75 |       |
| 3 !     | 3   | Ilya Kharun           | Kanada        | 1:52,80 | NR    |
| 4.      | 7   | Krzysztof Chmielewski | Polska        | 1:53,90 |       |
| 5.      | 6   | Noè Ponti             | Szwajcaria    | 1:54,14 |       |
| 6.      | 8   | Martin Espernberger   | Austria       | 1:54,17 | NR    |
| 7.      | 2   | Kregor Zirk           | Estonia       | 1:54,55 |       |
| 8.      | 1   | Alberto Razzetti      | Włochy        | 1:54,85 |       |